# Parleur ou les Chroniques d'un rêve enclavé
Parleur ou les Chroniques d'un rêve enclavé est un roman de Ayerdhal paru en 1997 et ayant reçu le prix Ozone l'année suivante.
En 2009, une seconde édition est publiée par Au Diable Vauvert -  (ISBN 978-2-84626-223-1)
Le monde dans lequel évoluent les personnages est marqué par la féodalité et l'absence de technologie moderne. Ayerdhal y situe l'histoire d'une utopie, celle de la liberté et de la solidarité d'une communauté face à un monde hostile.